# White Shield
White Shield è un census-designated place (CDP) degli Stati Uniti d'America, situato nello Stato del Dakota del Nord, nella contea di McLean. Secondo il censimento del 2020 gli abitanti di White Shield ammontavano a 363.